# 王質 (北魏)
王質（?—?），字紹奴，高陽郡易县（今河北容城东）人。北魏宦官。
因为家中犯事連座，年幼的王質下蠶室去勢。他读書有学問，历任中曹吏、内典监。之后转任秘書中散，加号寧朔将軍，赐爵永昌子，领监御。转任侍御給事，领選部、监御二曹事。再特加前将軍，進爵魏昌侯。转任選部尚書，加員外散騎常侍。
後王質出任鎮遠将軍、瀛州刺史。於瀛州在任十年，察奸纠恶，用刑峻刻，号称「威酷」。魏孝文帝评价王質忠勤，馮誕去世后，馮皇后被废，陆叡、穆泰之乱一系列事件，都赐给王質璽書，以示信任，视同贵戚。王質入朝为大長秋卿，不久后去世。

## 延伸阅读
[在维基数据编辑]
 《魏書·卷94》，出自魏收《魏书》